# پل فرانتز
پل فرانتز (انگلیسی: Paul Frantz; ۱۰ مارس ۱۹۲۷ – ۳۰ سپتامبر ۲۰۱۶) بازیکن فوتبال اهل فرانسه بود.